# بخش کاماریدی
بخش کاماریدی (به انگلیسی: Kamareddy district) یک بخش در هند است که در تلانگانا واقع شده‌است. بخش کاماریدی ۳٬۶۵۲٫۰۰ کیلومتر مربع مساحت و ۹۷۲٬۶۲۵ نفر جمعیت دارد.